# Robert Merle d’Aubigné
Robert Merle d’Aubigné (* 23. Juli 1900 in Neuilly-sur-Seine; † 11. Oktober 1989 in Paris) war ein französischer Orthopäde.

## Leben
Als Enkel von Jean-Henri Merle d’Aubigné in eine Hugenottenfamilie geboren, besuchte Robert Merle d’Aubigné das Lycée Pasteur in Neuilly. Im  Ersten Weltkrieg wurde seine Schule zum Lazarett umgewidmet. Dort lernte er den amerikanischen Chirurgen Philip D. Wilson kennen. Zwei Monate vor dem Waffenstillstand von Compiègne (1918) wurde er zur Armee einberufen. Das Medizinstudium an der Universität von Paris enttäuschte ihn:

„Misery, resignation, and death on one side, pretension and highfalutin speech on the other, was the most common spectacle.“

Über 12 Jahre in der Allgemeinchirurgie vom Hôpital de Vaugirard im 15. Arrondissement, wandte er sich der Orthopädie zu. In den 1930er Jahren war er eine Zeitlang bei Lorenz Böhler in Wien und bei Vittorio Putti in Bologna. Im  Zweiten Weltkrieg diente er als Hauptmann. Zur Zeit der Vichy-Regimes war er in der Résistance. Als Charles de Gaulle nach Frankreich zurückkehrte, wurde er mit der Reorganisation des Sanitätsdienstes beauftragt.
Im Dezember 1944 besuchte er in England Reginald Watson-Jones, Ludwig Guttmann und andere Kollegen. Das Royal College of Surgeons of England lud ihn ein. Von diesen Erfahrungen tief beeindruckt, ging er an das Zentrum für Wiederherstellungschirurgie, das die französische Armee am Hôpital Leopold Bellan eingerichtet hatte. Seine Gruppe wurde an das Hôpital Foch versetzt. 1948 kam er als Chefarzt an das Hôpital Cochin, an dem er bis zu seiner Pensionierung (1970) blieb. Seit 1966 war er Mitglied der Académie des sciences.
Merle d’Aubigné war die prägende Figur der französischen Orthopädie. Weltbekannt war er durch seinen 1954 publizierten Score für die Chirurgie der Hüftgelenksarthrose. In Valenton wurde eine Klinik für Medizinische Rehabilitation nach ihm benannt.

## Schriften (Auswahl)
- Robert Merle d'Aubigné, M. Postel: Functional results of hip arthroplasty with acrylic prosthesis. In: The Journal of Bone & Joint Surgery. Jahrgang 36-A, Heft 3, 1954, S. 451–475. PMID 18941852.
- Robert Merle d’Aubigné: Surfing the wave – fifty years in the growth of French orthopedic surgery. Clinical Orthopaedics and Related Research 171 (1982), S. 3–23.